# هام سونگ مین
هام سونگ مین (کره‌ای: 함성민؛ زادهٔ ۱۴ مارس ۱۹۹۸) بازیگر اهل کره جنوبی است.
او به خاطر ایفای نقش در مجموعه‌های آی‌دی من خوشگل گانگنامه و ما همه مرده‌ایم شناخته می‌شود. او همچنین در فیلم‌های دورجنبی، صدای یک گل و جزیره کشتی جنگی حضور پیدا کرده‌است.

## فیلم‌شناسی

### فیلم
| سال  | عنوان                     | نقش                  |
| ---- | ------------------------- | -------------------- |
| ۲۰۰۷ | دو چهرهٔ دوست‌دخترم         | پسر کوچک             |
| ۲۰۰۸ | زوج ئی‌اس‌پی                | جوانی سو مین         |
| ۲۰۰۸ | یک گل یخ‌زده               | سونگ مین             |
| ۲۰۰۹ | مخفی                      | پسر                  |
| ۲۰۱۳ | عازم جنوب                 | هیوک یی              |
| ۲۰۱۴ | اعتراف                    | مین سو               |
| ۲۰۱۴ | تماس‌های اقیانوس           | جون سوک              |
| ۲۰۱۴ | پایان مهلت                | مین سو               |
| ۲۰۱۴ | تونل                      | پسر کوچک             |
| ۲۰۱۵ | فلوت زن                   | دونگ چون             |
| ۲۰۱۵ | صدای یک گل                | مرید معبد دونگ‌ری‌جونگ |
| ۲۰۱۶ | مهین پرستان بزرگ          | نوه مورد علاقه       |
| ۲۰۱۶ | گمشده                     | پسر با یونیفرم مدرسه |
| ۲۰۱۶ | ملکه پیاده‌روی             | دانش آموز کلاس       |
| ۲۰۱۶ | مدرک بی‌گناهی              | جونگ هو              |
| ۲۰۱۶ | یک ملودی برای به یادآوردن | جین ووک              |
| ۲۰۱۷ | جزیره کشتی جنگی           | گروه بوک جین         |
| ۲۰۱۸ | دورجنبی                   | کارگر کوچک           |
| ۲۰۱۹ | سان‌کیست فمیلی             | کیم چی گون           |

### مجموعه تلویزیونی
| سال  | عنوان                  | نقش              | منابع  |
| ---- | ---------------------- | ---------------- | ------ |
| ۲۰۰۵ | سیب طلایی              | بچه              |        |
| ۲۰۰۸ | برج دلو                | بچه              |        |
| ۲۰۱۱ | پسر شش انگشت           | هیون جین         |        |
| ۲۰۱۳ | بسکتبال                | سونگ مین         |        |
| ۲۰۱۳ | عشق پاک                | دانش آموز        |        |
| ۲۰۱۳ | کوسه                   | لی یو            |        |
| ۲۰۱۳ | رنگین‌کمان طلایی        | جونگ وو          |        |
| ۲۰۱۵ | زنان نامهربان          | دانش آموز        |        |
| ۲۰۱۵ | نجات خانواده           | لی جونگ سو       |        |
| ۲۰۱۶ | فلوت نواز رنگارنگ      | مشتری کافی نت    |        |
| ۲۰۱۶ | معلم کابوس             | آن بیونگ جین     |        |
| ۲۰۱۶ | حافظه                  | کوان میونگ سو    | [ ۹ ]  |
| ۲۰۱۶ | وزش باد                | کیم دوک چون      | [ ۱۰ ] |
| ۲۰۱۶ | گابلین                 | سرباز کره شمالی  | [ ۱۱ ] |
| ۲۰۱۷ | تونل                   | جونگ هو یونگ     | [ ۱۲ ] |
| ۲۰۱۷ | انتقام شیرین           | لی کانگ مین      | [ ۱۳ ] |
| ۲۰۱۸ | آی‌دی من خوشگل گانگنامه | جونگ دونگ وون    | [ ۱۴ ] |
| ۲۰۱۸ | حالا با عشق تمیز کن    |                  | [ ۱۵ ] |
| ۲۰۱۹ | صدا ۳                  | پیو هیون سو      | [ ۱۶ ] |
| ۲۰۱۹ | دکتر جان               | یون سونگ گیو     | [ ۱۷ ] |
| ۲۰۱۹ | نامه تولد              | جو گونگ که       | [ ۱۸ ] |
| ۲۰۱۹ | آلارم عشق              | دانش آموز        |        |
| ۲۰۲۰ | کسی نمی‌داند            | دوست لی یونگ شیک |        |
| ۲۰۲۰ | خانه شیرین             | پارک جو یونگ     | [ ۱۹ ] |
| ۲۰۲۲ | ما همه مرده‌ایم         | هان گیونگ سو     | [ ۲۰ ] |